# Hans-Walter Schütte
Hans-Walter Schütte (* 1. November 1932 in Stendal; † Mai 2004 in Celle) war ein deutscher evangelisch-lutherischer Theologe.

## Leben
Nach der Promotion zum Dr. theol. an der Universität Göttingen 1964 und Habilitation 1968 wurde er Professor für systematische Theologe in Göttingen 1972.

## Schriften (Auswahl)
- Lagarde und Fichte. Die verborgenen spekulativen Voraussetzungen des Christentumsverständnisses Paul de Lagardes. Gütersloh 1965, OCLC 599914041.
- Religion und Christentum in der Theologie Rudolf Ottos. Berlin 1969, OCLC 1154211915.
- als Herausgeber: Bibliographie Emanuel Hirsch. 1888–1972. Berlin 1972, ISBN 3-87126-105-X.
- mit Norbert Schiffers: Zur Theorie der Religion. Freiburg im Breisgau 1973, ISBN 3-451-16566-X.
- als Herausgeber mit Friedrich Wintzer: Theologie und Wirklichkeit. Festschrift für Wolfgang Trillhaas zum 70. Geburtstag. Göttingen 1974, ISBN 3-525-56137-7.